# Южно-Китайский фронт (Япония)
Южно-Китайский фронт (яп. 南支那方面軍 Минами Сина хо:мэн-гун) — группировка японских войск, действовавшая в Южном Китае в 1940—1941 годах.

## История
Южно-Китайский фронт был сформирован 9 февраля 1940 года с подчинением командованию Экспедиционной армии в Китае. 23 июля 1940 года он был передан под прямой контроль Императорской ставки. Штаб-квартира фронта размещалась в Гуанчжоу. Фронт отвечал за боевые действия в южном Китае, включая гарнизонную службу в оккупированной японскими войсками провинции Гуандун и ведение боевых операций в соседней провинции Гуанси. Фронт был расформирован 26 июня 1941 года, а входившие в него войска были возвращены под управление командования Экспедиционной армии в Китае.

## Список командного состава

### Командующие
|   | Имя                            | С               | По             |
| - | ------------------------------ | --------------- | -------------- |
| 1 | Генерал-лейтенант Рикити Андо  | 10 февраля 1940 | 5 октября 1940 |
| 2 | Генерал-лейтенант Дзюн Усироку | 5 октября 1940  | 26 июня 1941   |

### Начальники штаба
|   | Имя                         | С               | По           |
| - | --------------------------- | --------------- | ------------ |
| 1 | Генерал-майор Хироси Нэмото | 10 февраля 1940 | 1 марта 1941 |
| 2 | Генерал-майор Римпэй Като   | 10 февраля 1940 | 28 июня 1941 |